# 트랜스휴머니즘

트랜스휴머니즘 h+ 심볼

트랜스휴머니즘(영어: transhumanism)은 과학기술을 이용해 사람의 정신적, 육체적 성질과 능력을 개선하려는 지적, 문화적 운동이다. 이것은 장애, 고통, 질병, 노화, 죽음과 같은 인간의 조건들을 바람직하지 않고 불필요한 것으로 규정한다. 트랜스휴머니스트들은 생명과학과 신생기술이 그런 조건들을 해결해줄 것이라고 기대한다. 트랜스휴머니즘 운동은 이익뿐만 아니라 위험도 있다.
트랜스휴머니즘은 기호로 H+를 쓰며 과거에는 >H를 사용했었다. “인간 강화”(human enhancement)의 동의어로 쓰일 때도 있다. 트랜스휴머니즘은 1957년부터 등장한 단어이지만 1980년대 미국의 미래학자들에 의해 지금의 뜻을 갖게 되었다. 트랜스휴머니즘 사상가들은 인류가 더 확장된 능력을 갖춘 존재로 자신들을 변형시킬 것이라고 예언하면서, 이렇게 변형된 인간을 “포스트휴먼”(posthuman)으로 이름붙였다. 그래서 트랜스휴머니즘과 포스트휴머니즘은 같은 뜻으로 쓸 때도 있다.
인류를 인위적으로 변형시킨다는 트랜스휴머니즘의 전망은 광범위한 주제에 걸쳐 많은 지지자들과 비판자들 사이에 논쟁을 불러일으키고 있다. 프랜시스 후쿠야마는 트랜스휴머니즘이 세계에서 가장 위험한 사상이라고 논평했고, 이에 대해 로널드 베일리는 “인류의 대담하고 용감하고 기발한 이상적 열망이 담긴 운동”이라고 반박했다.

## 역사
트랜스휴머니즘 사상의 역사를 연구한 철학자들에 따르면, 영생을 얻고 싶어하는 길가메시 서사시의 주인공, 분수의 물을 마시면 젊어진다는 젊음의 분수(Fountain of Youth), 불로장생의 약(elixir) 등에서 초월하고자 하는 욕망을 발견할 수 있다. 그러나 트랜스휴머니즘은 르네상스 휴머니즘과 계몽주의에 뿌리를 두고 있다. 예를 들면 조반니 피코 델라 미란돌라는 “자기 자신의 상을 조각하라”고 했고 마르키 드 콩도르세는 의과학이 발전함에 따라 인간 수명도 연장될 것이라고 보았다. 벤자민 프랭클린은 활력의 보존을 꿈꾸었고 찰스 다윈은 “인류의 현재 단계가 진화의 마지막보다는 초기 단계에 가까울 가능성이 높아지고 있다”고 하였다. 하지만 니체의 철학이 트랜스휴머니즘에 영향을 주었는지에 대해서는 논쟁이 진행 중이다. 니체는 초인을 찬양했지만 과학기술적 변형이 아닌 자기실현을 중시했다.
19세기 러시아 철학자 니콜라이 표도로프는 과학으로 생명을 연장시키고, 불사신을 만들고, 사망자를 되살릴 수 있을 것이라고 주장했다. J. B. S. 할데인의 1923년 글 ‘다이달로스: 과학과 미래’는 진전하는 인간 생물학 응용에서 큰 이익을 누릴 것이고 이런 발전이 처음엔 신에 대한 모독, 부자연스러운 것 등으로 보일 것이라고 예고했다. J. D. 버날은 우주 식민지, 생체공학적 이식, 인지 강화 등 현재 공통적인 트랜스휴머니즘 주제들을 생각했다. 작가 앨더스 헉슬리의 형제였던 생물학자 줄리안 헉슬리가 처음으로 ‘트랜스휴머니즘’이란 용어를 사용한 것으로 보인다. 1957년 그는 트랜스휴머니즘을 “인간 능력의 새로운 가능성을 깨달음으로써 인간을 인간으로 유지하면서 인간을 초월하는 것”이라고 정의했다. 이 정의는 1980년대부터 쓰는 정의와는 약간 다르다.
컴퓨터 과학자 마빈 민스키는 1960년대 초반 인간과 인공지능의 관계에 대한 글을 썼다. 한스 모라벡과 레이몬드 커즈와일처럼 영향력 있는 사상가들도 트랜스휴머니즘을 숙고하며 기술 분야와 미래 예측 분야를 오고 갔다. 트랜스휴머니즘 운동은 20세기 후반 형성되기 시작했다. 1966년 뉴욕시의 뉴 스쿨에서 “인간의 새로운 개념”을 가르친 미래학자 FM-2030(Fereidoun M. Esfandiary)는 사람들이 “트랜스휴먼”(이때의 트랜스는 transitory의 trans)으로서 받아들이는 기술, 라이프스타일, 세계관이 “포스트휴머니티”로 향하는 과도기적 모습을 보여준다고 했다. 1972년 로버트 에팅거는 책 《사람에서 슈퍼맨으로》(Man into Superman)에서 트랜스휴머니티의 개념화에 기여했다. FM-2030는 1973년 《윗날개 선언서》(Upwingers Manifesto)를 펴내며 트랜스휴먼의 의식적 활동주의를 자극했다.
자신들을 트랜스휴머니스트라고 소개하기 시작한 사람들이 정식으로 가진 모임은 1980년대 로스앤젤레스 캘리포니아 대학교에서 열렸다. 이곳은 트랜스휴머니즘 사상의 본거지가 됐다. 여기서 FM-2030는 “제3의 길” 미래주의 이데올로기를 강연했다. 트랜스휴머니스트와 미래학자들이 자주 등장하는 EZTV 미디어에서, 나타샤 비타모어의 영화, 《탈주》(Breaking Away)가 방영됐다. 이것은 생물학적 한계와 지구 중력을 벗어나 우주로 향하는 인간을 주제로 한 1980년 실험 영화이다. FM-2030와 비타모어는 로스앤젤레스에서 트랜스휴머니스트 모임을 열기 시작했다. 여기에는 FM-2030를 수강하는 학생들과 비타모어를 추종하는 방청객 등이 참가했다. 1982년 비타모어는 《트랜스휴머니스트 예술 성명서》(Transhumanist Arts Statement)를 발표했고, 6년 후 케이블 텔레비전 쇼, 《트랜스센츄리 업데이트》를 제작했다. 이 프로그램의 시청자는 약 10만 명이었다.
1986년 에릭 드렉슬러는 나노 기술과 분자 조립의 전망을 논의한 책, 《창조 엔진: 나노 기술의 도래》(Engines of Creation: The Coming Era of Nanotechnology)를 썼다. 그리고 《포어사이트 인스티튜트》(Foresight Institute)를 설립했다. 알코 생명 연장 재단(Alcor Life Extension Foundation)의 남부 캘리포니아 사무실은 미래학자들의 중심지가 되었다. 이 기관은 인체 냉동 보존술을 연구, 지원, 활용하는 비영리 조직이다. 1988년 맥스 모어와 톰 머로우는 《엑스트로피 매거진》(Extropy Magazine)의 창간호를 발행했다. 1990년 전략 철학자 모어는 독자적인 트랜스휴머니즘 학설을 제창하며 “엑스트로피 원리”를 만들었다. 그리고 트랜스휴머니즘에 새로운 의미를 부여하면서 현대적 트랜스휴머니즘의 기초를 세웠다.
트랜스휴머니즘은 인류를 포스트휴먼 조건으로 인도하려는 철학 모음이다. 트랜스휴머니즘은 휴머니즘의 여러 요소를 공유한다. 여기에는 이성과 과학에 대한 존중, 진보를 위한 헌신, 인간 (또는 트랜스휴먼) 존재에 대한 존중 등이 포함된다. 그러나 트랜스휴머니즘은 여러 과학기술의 영향으로 삶의 본성과 가능성에 일어날 급진적 변화를 예상하고 인지한다는 점에서 휴머니즘과 다르다.

1992년 모어와 머로우는 엑스트로피 인스티튜트를 설립했다. 미래학자들을 연결시켜주고 컨퍼런스를 조직하고 메일링리스트를 제공하는 곳이다. 사이버문화와 사이버델릭 성격의 대항문화가 번성하는 시기에 처음으로 일반에 트랜스휴머니즘을 전파했다. 1998년 철학자 닉 보스트롬과 데이비드 피어스는 《세계 트랜스휴머니스트 연합》(WTA)를 설립했다. 이곳은 트랜스휴머니즘을 과학 연구와 공공 정책의 정통적 분야로 인식시키려는 국제 비정부 조직이다. 2002년 WTA는 “트랜스휴머니스트 선언”을 수정해 채택했다. WTA는 트랜스휴머니스트 FAQ에서 트랜스휴머니즘을 두 가지로 정의했다.
1. 노화를 제거하고 지능, 육체, 정신을 강화시키기 위한 기술을 개발하고 이성의 응용으로 인간 조건 개선의 가능성, 정당성을 지지하는 지적 문화적 운동.
2. 인간의 근본적 한계를 극복하기 위한 기술의 잠재적 위험과 영향을 연구하고 그런 기술의 개발, 사용과 관련된 윤리적 문제를 연구하는 활동.

저명한 트랜스휴머니스트 학자인 앤더스 샌드벅은 트랜스휴머니즘의 여러 비슷한 정의들을 조사했다.
WTA는 사회의 역학 관계가 그들의 미래학적 전망을 위협할 수 있기 때문에 사회적인 주제도 다루었다. 이들은 인간 강화 기술에 대한 접근권이 계층과 국적에 따라 제한될 경우를 특히 우려하고 있다. 2006년 트랜스휴머니스트 운동을 놓고 자유주의(libertarian) 우파와 자유주의(liberal) 좌파 사이에 정치적 다툼이 있었다. 여기서 당시 제임스 휴즈가 대표로 있었던 WTA의 중도 좌파 노선이 우위를 점했다. 2006년 엑스트로피 인스티튜트의 이사회는 그들의 목표가 “본질적으로 완료”됐음을 발표하면서 조직 운영을 그만두었다. 이로써 국제 트랜스휴머니스트 단체는 WTA만이 남게 되었다. 2008년 WTA는 좀 더 인간적인 이미지를 주기 위해 단체명을 “휴머니티+”로 바꾸었다. 휴머니티 플러스와 베터휴먼스는 R. U. 시리어스를 편집자로 하는 《h+ 매거진》을 정기 발행했다. 이 잡지는 트랜스휴머니스트 뉴스와 사상을 전파하고 있다.

## 이론
트랜스휴머니즘와 “포스트휴머니즘”의 관계가 논의되곤 한다. 보수주의자, 크리스찬, 진보주의자 뿐만 아니라 트랜스휴머니즘을 옹호하는 학자들도 트랜스휴머니즘을 포스트휴머니즘의 적극적 표현으로 보고 있다. 예를 들면 트랜스휴머니즘가 “철학적 포스트휴머니즘”에 속하는 것이란 견해가 있다. 트랜스휴머니즘와 철학적 포스트휴머니즘은 인류의 진화로 나타날 새로운 지적 생명체와 기존 인류의 관계를 설명하려고 한다는 공통점이 있다. 트랜스휴머니즘은 인지 강화로 수준높은 지적 동물이 창조될 것이라고 전망하는 등 진화를 중시한다. 그러나 최종 목표로서 진화에 개입한다는 “포스트휴먼의 미래”에 집착한다.

## 같이 보기
- 작품 속의 트랜스휴머니즘(영어판) - NAVER의 웹툰 중 수요웹툰 - '씬커'라는 작품에 트랜스휴먼과 포스트휴먼에 대해 나온다.
- 포스트휴머니즘
  - 포스트휴먼
- 사이보그 인류학(영어판)
- 디지털 인문학(DH)
- 특이점주의